# مركز فاينو للعلوم
مركز فاينو للعلوم (بالإنجليزية: Phaeno Science Center)‏ هو أحد أعمال المعمارية زها حديد، وقد أكتمل بنائه في 2005. ويقع في فولفسبورغ ألمانيا.

## عن المركز
في يناير 2000 منحت هيئة تحكيم عالمية الجائزة الأولى لزها حديد في مسابقة لتصميم مركز العلوم في لسبورج بألمانيا، على أرض مساحتها 1200 متر مربع.
ويعد المركز الأول من نوعه في ألمانيا، ويبدو كشيء غامض يدفع للفضول والاكتشاف، فالزائر يواجه بدرجة عالية من التعقيد والغرابة أوجدها نظام إنشائي مميز، ويحتوي على سلسلة من المباني الثقافية التي صممها كبار المعماريين، مثل ألفار آلتو.
مركز العلوم يشبه منطقة جليد عائم، أو سفينة فضاء، وهو يعرف الزوار على التطورات العلمية الأخيرة. ويشغل المبنى موقعه المثلث الشكل بدون أي تحريف. وتمر طرق المرور التي تؤدي إلى ولسبورج وكذلك قناة الميتلاند من خلال المبنى، حيث تتشابك الفراغات الداخلية والخارجية.
في الطابق الأرضي توجد الفراغات العامة، المدخل والمطعم، وفي الطابق العلوي توجد منصة مفتوحة تأوي أنشطة العرض. وقد أنشئ المبنى بدرجة عالية الشفافية والمسامية، كما أن الفراغ الرئيسي _فراغ العرض_ يرتفع لكي يغطي الساحة العامة الخارجية مع وجود وظائف ثقافية وتجارية متنوعة تم إنشاؤها في مخاريط خرسانية.
وقد تم تطوير تنسيق صناعي للأرض شبيه بفوهة البركان داخل فراغ العرض يسمح برؤى من مستويات مختلفة لفراغ العرض ويبرز استيعاب الوظائف الأخرى لمركز العلوم. كما يوجد امتداد شبيه بالثقب لجسر مثير من الزجاج يخترق المبنى وهو يسمح برؤية فراغات العرض والرؤيا من خلالها.